# Autobianchi Visconteo
L'Autobianchi Visconteo è un autocarro prodotto dall'Autobianchi dal 1952 al 1959.
La prima produzione è dell'azienda meccanica milanese Cabi Cattaneo, la quale vendette il brevetto alla Bianchi per la produzione seriale. Quando quest'ultima confluì nell'Autobianchi nel 1955, il modello continuò ad essere prodotto. È l'ultimo mezzo prodotto dalla Bianchi ed il primo a portare il marchio Autobianchi.
Equipaggiato con le stesse meccaniche del OM Leoncino, verrà prodotto in due serie con cabine notevolmente differenti. La prima semplice, con linee arrotondate. La seconda più squadrata e particolareggiata.
Descritto dalle pubblicità dell'epoca come un autocarro leggero, potente ed economico, aveva la caratteristica precipua di unire una carrozzeria curata ad un motore affidabile. Ebbe un discreto successo anche grazie alla duttilità dei suoi allestimenti.

## Serie prodotte
Furono prodotte due differenti serie.

### Prima serie
Il Visconteo nacque nel 1952 nella produzione Bianchi. La prima serie montava una cabina arrotondata, utilizzata anche nella seconda serie dello Sforzesco e dal Fiumaro (entrambi modelli Bianchi).
Il telaio tubolare era preso dallo Sforzesco mentre il motore era il medesimo del Leoncino della OM (Officine Meccaniche, azienda del Gruppo Fiat con sede a Brescia), un COD (licenza Saurer) a 4 cilindri di 3770cm³ da 54cv a 2100 giri/min. Il cambio era a 4 marce, munito di riduttore (8+2).

### Seconda serie
La seconda serie del 1954 presentava la medesima meccanica del modello precedente, ma disponeva di una nuova cabina Bianchi, dalle linee più squadrate. Con una portata di 25 quintali, aveva un peso di 5,3 tonnellate.
Nel 1955, quando il modello passò dalla Bianchi all'Autobianchi, lo stemma venne spostato sullo sportello del tappo del radiatore. La scritta Autobianchi che inizialmente era riportata per esteso a caratteri maiuscoli, venne in seguito sostituita dal più noto stemma Autobianchi.
In quell'anno di grande produttività per le officine di Desio (visto il passaggio da Bianchi ad Autobianchi), il nuovo modello di Visconteo venne prodotto con alesaggio maggiorato da 100 a 105mm e cilindrata di 4156 cm³ e 60 cv a 2000giri/min. La portata era di 32 quintali, il peso di 6 tonnellate. Motoristicamente, di fatto, il Visconteo seguiva l'evoluzione del Leoncino.
Il modello del 1956 differì nella sola potenza del motore: 61cv, anziché 60.
Nel 1958 fu prodotto il "Nuovo Visconteo" (chiamato anche Visconteo A 25), con ruote trilex (anziché a disco) e una cabina montata più alta. La portata era di 25 quintali, il peso di 5,5 tonnellate. Il motore era il medesimo del modello precedente, un COD da 61cv.
Il Visconteo uscì di produzione nel 1959, con l'arrivo dell'Estense e dello Scaligero.